# 4416 Рамзес
4416 Рамзес (4416 Ramses) — астероїд головного поясу, відкритий 24 вересня 1960 року.
Тіссеранів параметр щодо Юпітера — 3,683.